# Llista de monuments de la Selva de Mar
Llista de monuments de la Selva de Mar inclosos en l'Inventari del Patrimoni Arquitectònic Català per al municipi de la Selva de Mar (Alt Empordà). Inclou els inscrits en el Registre de Béns Culturals d'Interès Nacional (BCIN) amb la classificació de monuments històrics i els Béns Culturals d'Interès Local (BCIL) de caràcter arquitectònic.
| Monument | Protecció    | Estil/època                              | Localització                                                                                     | Coordenades                                          | Codi?         | Imatge |
| --- | ------------ | ---------------------------------------- | ------------------------------------------------------------------------------------------------ | ---------------------------------------------------- | ------------- | --- |
| Restes d'antigues muralles, Torre de Can Birba, Torre d'en Vergés, Torre d'en Mullada o d'en Picó, Torre de Can vives                      | BCIN 1553-MH | Gòtic tardà, obra popular XVI-XVII       | La Selva de Mar Pl. de la Constitució, pl. del Camp de l'Obra, pujada del Camí Vell              | 42° 19′ 26″ N, 3° 11′ 11″ E / 42.323817°N,3.186368°E | RI-51-0006111 | Restes d'antigues muralles (la Selva de Mar) · Vegeu més fotos d'aquest monument · Carregueu una nova foto d'aquest monument       |
| Església de Sant Esteve de la Selva de Mar, Sant Esteve de la Vall de Subiradells, Sant Esteve de Mata (de la Selva), Església de la Selva |              | Gòtic tardà, obra popular XVI, XX Mitjan | La Selva de Mar Pl. del Camp de l'Obra                                                           | 42° 19′ 28″ N, 3° 11′ 12″ E / 42.324574°N,3.186798°E | IPA-20299     | Església de Sant Esteve de la Selva de Mar · Vegeu més fotos d'aquest monument · Carregueu una nova foto d'aquest monument         |
| Can Vives |              | Romànic, obra popular XII, XVIII         | La Selva de Mar Pl. del Camp de l'Obra, 20                                                       | 42° 19′ 28″ N, 3° 11′ 10″ E / 42.324417°N,3.186006°E | IPA-20302     | Can Vives (la Selva de Mar) · Vegeu més fotos d'aquest monument · Carregueu una nova foto d'aquest monument                        |
| La Casa de les Lloses |              | Obra popular XIV                         | La Selva de Mar Pujada del Mirall                                                                | 42° 19′ 23″ N, 3° 11′ 12″ E / 42.323137°N,3.186530°E | IPA-20303     | Carregueu una nova foto d'aquest monument                                                                                          |
| Can Fontclara, Can Purcallas |              | Obra popular XVIII                       | La Selva de Mar Pl. de la Constitució, 5                                                         | 42° 19′ 26″ N, 3° 11′ 12″ E / 42.323894°N,3.186599°E | IPA-20305     | Carregueu una nova foto d'aquest monument                                                                                          |
| Molí del Salt de l'Aigua, Salt del Molí |              | Obra popular Medieval                    | La Selva de Mar El Salt de l'Aigua, a la riera de la Selva, coll del Molí                        | 42° 19′ 15″ N, 3° 11′ 12″ E / 42.320836°N,3.186687°E | IPA-20306     | Carregueu una nova foto d'aquest monument                                                                                          |
| La Ferreria, ruïnes, Forn de la Ferreria, Barraca, Pedrera, Farga                                                                          |              | Obra popular XVI, XVIII                  | La Selva de Mar La Ferreria - els Gatiens                                                        | 42° 19′ 08″ N, 3° 10′ 38″ E / 42.318955°N,3.177307°E | IPA-20307     | Carregueu una nova foto d'aquest monument                                                                                          |
| Mas de l'Estela, Mas Buscató, Mas Sunyer                                                                                                   |              | Obra popular XVI, XIX                    | La Selva de Mar Paratge de Sant Romà                                                             | 42° 18′ 54″ N, 3° 11′ 19″ E / 42.314993°N,3.188508°E | IPA-20311     | Carregueu una nova foto d'aquest monument                                                                                          |
| Casa del pastor o la Cabanya del Mas de l'Estela, Mas Buscató, Mas Sunyer                                                                  |              | Obra popular XVI-XVIII, XX Final         | La Selva de Mar Paratge de Sant Romà                                                             | 42° 18′ 54″ N, 3° 11′ 21″ E / 42.315104°N,3.189145°E | IPA-20312     | Carregueu una nova foto d'aquest monument                                                                                          |
| Mas Batlle, Mas d'en Rahola, Mas d'en Raola                                                                                                |              | Obra popular XVII                        | La Selva de Mar Paratge de Sant Romà, indret del Solà                                            | 42° 19′ 05″ N, 3° 11′ 07″ E / 42.317921°N,3.185234°E | IPA-20314     | Carregueu una nova foto d'aquest monument                                                                                          |
| Barraca del serrat de la Glòria |              | Obra popular XVII                        | La Selva de Mar Serrat de la Glòria - camí vell de Roses                                         | 42° 19′ 11″ N, 3° 11′ 49″ E / 42.319810°N,3.197029°E | IPA-20315     | Carregueu una nova foto d'aquest monument                                                                                          |
| La Barraca d'en Puignau, la Caseta d'en Puignau                                                                                            |              | Obra popular Medieval                    | La Selva de Mar A l'Olivar de l'Almeda, paratge de l'Olivar del Dijous                           | 42° 19′ 36″ N, 3° 11′ 13″ E / 42.326676°N,3.186832°E | IPA-20321     | Carregueu una nova foto d'aquest monument                                                                                          |
| Safareig públic |              | Obra popular XX Inici                    | La Selva de Mar A la riera de la Selva, al costat de la font dels Lledoners                      | 42° 19′ 22″ N, 3° 11′ 09″ E / 42.322661°N,3.185885°E | IPA-20322     | Carregueu una nova foto d'aquest monument                                                                                          |
| Porta de Ca l'Elvira |              | Romànic XII                              | La Selva de Mar C. Hospital, 1                                                                   | 42° 19′ 27″ N, 3° 11′ 09″ E / 42.324161°N,3.185884°E | IPA-20323     | Carregueu una nova foto d'aquest monument                                                                                          |
| Can Maranges |              | Renaixement, Obra popular XVI            | La Selva de Mar Pl. de la Constitució, 12                                                        | 42° 19′ 26″ N, 3° 11′ 10″ E / 42.323854°N,3.186083°E | IPA-20324     | Carregueu una nova foto d'aquest monument                                                                                          |
| Oratori de Can Palau, Oratori de Sant Pere                                                                                                 |              | Obra popular XVII                        | La Selva de Mar Veïnat de Sant Sebastià, a l'inici del vell corriol que puja a St. Pere de Rodes | 42° 19′ 23″ N, 3° 11′ 07″ E / 42.323171°N,3.185268°E | IPA-20325     | Carregueu una nova foto d'aquest monument                                                                                          |
| El Pont del Molí o d'en Gerombí |              | Obra popular XVII                        | La Selva de Mar C. Pont del Molí                                                                 | 42° 19′ 27″ N, 3° 11′ 09″ E / 42.324148°N,3.185708°E | IPA-20326     | Carregueu una nova foto d'aquest monument                                                                                          |
| Font dels Lledoners |              | Obra popular XVIII, XX                   | La Selva de Mar C. de la Font, en la confluència del rec dels Furriols amb la riera de la Selva  | 42° 19′ 19″ N, 3° 11′ 08″ E / 42.321991°N,3.185562°E | IPA-20329     | Font dels Lledoners (la Selva de Mar) · Vegeu més fotos d'aquest monument · Carregueu una nova foto d'aquest monument              |
| Pont del Corder |              | Obra popular XVII, XIX Final             | La Selva de Mar C. de la Font i c. de la Font de Mollor, veïnat de Sant Sebastià                 | 42° 19′ 25″ N, 3° 11′ 09″ E / 42.323638°N,3.185846°E | IPA-20330     | Pont del Corder (la Selva de Mar) · Vegeu més fotos d'aquest monument · Carregueu una nova foto d'aquest monument                  |
| Pou cobert i safareig de la vinya de l'Almeda, Coll de Molí                                                                                |              | Obra popular XVII, XX                    | La Selva de Mar Paratge de les Planes                                                            | 42° 19′ 14″ N, 3° 11′ 09″ E / 42.320477°N,3.185769°E | IPA-20337     | Carregueu una nova foto d'aquest monument                                                                                          |
| La Font Mollor |              | Obra popular XX                          | La Selva de Mar C. de la Font Mollor, veïnat de Sant Sebastià                                    | 42° 19′ 24″ N, 3° 11′ 09″ E / 42.323242°N,3.185711°E | IPA-20341     | Carregueu una nova foto d'aquest monument                                                                                          |
| Molí d'en Cervera |              | Obra popular XVIII                       | La Selva de Mar C. del Pont                                                                      | 42° 19′ 27″ N, 3° 11′ 08″ E / 42.324058°N,3.185647°E | IPA-20342     | Carregueu una nova foto d'aquest monument                                                                                          |
| Colomar de la Font d'en Coromines |              | Obra popular Medieval                    | La Selva de Mar Rec dels Colomers                                                                | 42° 18′ 16″ N, 3° 11′ 41″ E / 42.30435°N,3.194782°E  | IPA-20343     | Carregueu una nova foto d'aquest monument                                                                                          |
| Sant Sebastià de la Selva de Mar, antiga parroquial de Sant Esteve de la Mata                                                              |              | Romànic, obra popular X, XIV             | La Selva de Mar Camí del Gatiens, al costat del cementiri                                        | 42° 19′ 21″ N, 3° 11′ 05″ E / 42.322494°N,3.184626°E | IPA-20346     | Sant Sebastià de la Selva de Mar (la Selva de Mar) · Vegeu més fotos d'aquest monument · Carregueu una nova foto d'aquest monument |
| Trull de Can Rubiés |              | Obra popular XVII, XIX                   | La Selva de Mar Pl. del Camp de l'Obra                                                           | 42° 19′ 28″ N, 3° 11′ 12″ E / 42.324545°N,3.186586°E | IPA-37626     | Carregueu una nova foto d'aquest monument                                                                                          |
| Les Escoles, Centre Cultural o d'Esbarjo                                                                                                   |              | Obra popular XX Inici                    | La Selva de Mar Ctra. del Port de la Selva                                                       | 42° 19′ 30″ N, 3° 11′ 19″ E / 42.325037°N,3.188650°E | IPA-37724     | Carregueu una nova foto d'aquest monument                                                                                          |
| Refugi de Mont-roses, búnquer, casamata |              | Obra popular XX Mitjan                   | La Selva de Mar Camí vell de Roses, paratge de Mont-roses                                        | 42° 19′ 36″ N, 3° 11′ 59″ E / 42.326783°N,3.199834°E | IPA-38060     | Carregueu una nova foto d'aquest monument                                                                                          |
| Mas de l'Horta d'en Cervera |              | Obra popular XVII                        | La Selva de Mar Sobre les Planes, al començament del camí dels Gatiens                           | 42° 19′ 13″ N, 3° 10′ 51″ E / 42.320393°N,3.180827°E | IPA-38061     | Carregueu una nova foto d'aquest monument                                                                                          |
| Barraca del serrat de la Glòria II |              | Obra popular XVII                        | La Selva de Mar Camí vell de Roses, serrat de la Glòria                                          | 42° 19′ 15″ N, 3° 11′ 47″ E / 42.320924°N,3.196305°E | IPA-38064     | Carregueu una nova foto d'aquest monument                                                                                          |
| Barraca del planell dels Miralls |              | Obra popular XVII                        | La Selva de Mar Camí vell de Roses, esplanada dels Miralls                                       | 42° 19′ 08″ N, 3° 11′ 47″ E / 42.318773°N,3.196441°E | IPA-38065     | Carregueu una nova foto d'aquest monument                                                                                          |
| Barraca del Dijous |              | Obra popular XVIII                       | La Selva de Mar Paratge del Dijous                                                               | 42° 19′ 39″ N, 3° 11′ 16″ E / 42.327564°N,3.187845°E | IPA-38212     | Carregueu una nova foto d'aquest monument                                                                                          |
| Can Bosch |              | Obra popular XIX                         | La Selva de Mar C. de la Font, 11                                                                | 42° 19′ 21″ N, 3° 11′ 10″ E / 42.322452°N,3.186021°E | IPA-39413     | Carregueu una nova foto d'aquest monument                                                                                          |